# Прокофьева, Ольга Евгеньевна
О́льга Евге́ньевна Проко́фьева (род. 20 июня 1963, Одинцово, Московская область) — советская и российская актриса театра и кино, телеведущая. Народная артистка Российской Федерации (2022).

## Биография

### Ранние годы
Родилась 20 июня 1963 года в городе Одинцово (Московская область). По словам самой актрисы, у неё по отцовской линии все священнослужители, а по маминой — крупные землевладельцы и конезаводчики.
Мать — Софья Прохоровна. Старшая сестра — Лариса.
В 1985 году окончила ГИТИС (курс Андрея Гончарова и Марка Захарова). Училась на одном курсе с Анатолием Лобоцким, Еленой Мольченко.

### Карьера
С января 1985 года — актриса театра имени Вл. Маяковского.
Стала известной после исполнения одной из главных ролей в популярном ситкоме «Моя прекрасная няня» (2004—2008).
С 2007 года по 2009 год вела программу «Смешарики. Домашние сказки» на телеканале «Домашний». 
В 2017 году стала одной из соведущих программы «Субботний вечер» на телеканале «Россия-1». 
В 2020 году стала постоянной участницей телеигры «Пятеро на одного».

### Личная жизнь
Четыре года жила в гражданском браке с Владимиром Гусинским.
В 1992—2004 гг. была замужем за актёром театра имени Владимира Маяковского Юрием Соколовым. Сын Александр (1992 г. р.). Сыграл эпизодическую роль в телесериале «Моя прекрасная няня».

### Общественная позиция
Поддерживала вторжение России на Украину в 2022 году, выступала перед мобилизованными.

## Работы

### Театр

#### Театр имени Владимира Маяковского
- 1981 — «Жизнь Клима Самгина» Максима Горького, режиссёр: Андрей Гончаров — Лидия Варавка
- 1982 — «Кошка на раскалённой крыше» Теннесси Уильямса, режиссёр: Андрей Гончаров — Мей
- 1985 — «Завтра была война» Б. Л. Васильева, режиссёр: Андрей Гончаров — Валентина Андроновна
- 1985 — «Блондинка» А. М. Володина, режиссёр: Кама Гинкас — Наташа
- 1988 — «Место для курения» В. И. Славкина, режиссёр: Николай Волков — Вера
- 1989 — «Наливные яблоки или правда-хорошо…» А. Н. Островского, режиссёр: Андрей Гончаров — Филицата
- 1989 — «Сюжет Питера Брейгеля» Тамары Василенко, режиссёр: Татьяна Ахрамкова — беременная
- 1990 — «Валенсианские безумцы» Лопе де Вега, режиссёр: Татьяна Ахрамкова — Лаида
- 1994 — «Жертва века» А. Н. Островского, режиссёр: Юрий Иоффе — Ирина Лавровна
- 1995 — «Кин IV» Г. И. Горина, режиссёр: Татьяна Ахрамкова — Эми Госуилл
- 1997 — «Банкрот, или Свои люди — сочтёмся» А. Н. Островского, режиссёр: Евгений Лазарев — Липочка
- 1997 — «Любовный напиток» Питера Шеффера, режиссёр: Татьяна Ахрамкова — мисс Фреймер
- 1998 — «Чума на оба ваши дома!» Г. И. Горина, режиссёр: Татьяна Ахрамкова — Розалина
- 2002 — «Синтезатор любви» Алана Эйкборна, режиссёр: Леонид Хейфец — Коринна, Нан 300 ф
- 2003 — «Банкет» Нила Саймона, режиссёр: Сергей Арцибашев — Мариет Ливье
- 2004 — «Развод по-женски» Клер Бут Люс, режиссёр: Сергей Арцибашев — Сильвия
- 2005 — «Шестеро любимых» А. Н. Арбузова, режиссёр: Екатерина Гранитова — Саввишна
- 2006 — «Шаткое равновесие» Э. Олби, режиссёр: Сергей Арцибашев — Клер
- 2011 — «Дети портят отношения» Жана Летраза, режиссёр: Семён Стругачёв — Полина, сестра Анриетты
- 2012 — «Дядюшкин сон» Ф. М. Достоевского, режиссёр: Екатерина Гранитова — Марья Александровна Москалёва
- 2016 — «Кавказский меловой круг» Бертольта Брехта, режиссёр: Никита Кобелев — свекровь
- 2016 — «Все мои сыновья» Артура Миллера, режиссёр: Леонид Хейфец — мать
- 2019 — «Пигмалион» Бернарда Шоу, режиссёр: Леонид Хейфец — миссис Хигинс

#### Театральная компания «Маскарад»
- 2006 — «Муж моей жены» Миро Гаврана, режиссёр: Александр Огарёв — Драгица

#### Театр «Миллениум»
- 2009 — Трамвай «Желание» Теннесси Уильямса, режиссёр: Александр Марин — Бланш Дюбуа

#### Продюсерская компания «Театр-дом»
- 2009 — «Крошка» Жана Летраза, режиссёр: Семён Стругачёв — Полина

#### Продюсерская компания «Аметист»
- 2009 — «Наливные яблоки» А. Н. Островского, режиссёры: Андрей Гончаров и Роман Мадянов — Филицата

#### Новосибирский драматический театр «Красный факел»
- 2013 — «Дядюшкин сон» Ф. М. Достоевского, режиссёр: Екатерина Гранитова — Марья Александровна Москалёва
- 2014 — «Невольницы» А. Н. Островского, режиссёр: Екатерина Гранитова — Софья Сергеевна

#### Театральное агентство «В кругу семьи»
- 2013 — «37 открыток» Майкла мак Кивера, режиссёр: Кшиштоф Занусси — Эстер

#### Продюсерская компания «Rest International»
- 2016 — «Взрослые игры, или Рандеву на шестерых» по пьесе Нила Саймона «Банкет», режиссёр: Сергей Арцибашев — Мариет Ливье

### Фильмография
- 1987 — Переход на летнее время — Никонова
- 1990 — А в России опять окаянные дни — Ритуля, одесситка-заключённая
- 1991 — Униженные и оскорблённые — Александра Семёновна, жена Маслобоева
- 1995 — Московские каникулы — мошенница
- 2001 — 2002 — Воровка — Жанна Аркадьевна Байдина
- 2001 — Остановка по требованию 2 (первая серия «Новый поворот») — женщина, желающая познакомиться
- 2004 — Дети Арбата — директор школы
- 2004 — Джек-пот для Золушки — мама Гарика
- 2004 — 2008 — Моя прекрасная няня — Жанна Аркадьевна Ижевская
- 2005 — Адъютанты любви — Мария Фёдоровна, императрица России
- 2005 — Лига обманутых жён — Лиана, владелица брачного агентства
- 2005 — Люби меня — Ира
- 2005 — Таксистка 2 (пятая серия) — Александра Соколова, продавщица
- 2006 — Ненормальная — Марина Андреевна, врач
- 2007 — В ожидании чуда — психолог
- 2007 — Когда её совсем не ждёшь — Ольга Анатольевна, подруга Дины
- 2007 — Приключения солдата Ивана Чонкина — Капитолина Бабарыкина, секретарша в НКВД
- 2007 — Шекспиру и не снилось — Серафима, билетёрша театра
- 2008 — Время счастья — Инна Белецкая, мать Олега
- 2008 — Красота требует... — Элеонора Олеговна, консультант делегации
- 2009 — Выхожу тебя искать — хозяйка картинной галереи
- 2009 — Крыша — Юлия Ивушкина, мать Светы
- 2009 — Марго. Огненный крест — Марго / Варвара Крепостная, писательница
- 2009 — Событие — Марфа, прислуга
- 2010 — Анжелика — Галина Степановна, сестра Михаила, московская тётка Анжелики
- 2010 — Сыщик Самоваров (фильм третий «Богема») — Ирина Прохоровна Мурашова, жена главного режиссёра
- 2011 — Загадка для Веры — Брик
- 2011 — Любви все возрасты... — Татьяна, преподавательница в музыкальной школе
- 2011 — Пончик Люся — Вероника Чащина, тётя Люси
- 2012 — Ищите маму — Мария, мать Игоря
- 2013 — Трое в Коми — Виктория Бонд, актриса
- 2014 — Питер-Москва — Александра, мать Вари
- 2014 — Полный вперёд — Марта, похожая на вдову
- 2015 — Срочно выйду замуж — Татьяна Ренольдовна
- 2016 — Притворщики — Нина Ивановна Скобелевская, актриса
- 2017 — Бумеранг — Регина, мать Даши
- 2018 — Любовь и Сакс — Ирка Барон
- 2018 — Первый парень на деревне — Ермакова, мама Михаила
- 2018 — Между нами девочками. Продолжение — Виолетта, альтистка
- 2020 — Я знаю твои секреты 4. Римский палач — Тина, мама Скворцова
- 2022 — 1703 — мама Маши
- 2022 — Я знаю твои секреты 9. Галатея — Тина Евгеньевна Скворцова, мать Евгения
- 2022 — Алла-такси — Зинаида
- 2022 — Некрасивая подружка. Страшная, страшная сказка — Елизавета Науменко, актриса
- 2023 — Недетское кино — Лариса Николаевна Горшкова, бабушка Дани
- 2023 — Я знаю твои секреты 10. Ребус для Нины — Тина Евгеньевна Скворцова, мать Евгения
- 2023 — Я знаю твои секреты 11. Мёртвые души — Тина
- 2024 — Последний день рождения — Александра Фёдоровна
- 2024 — По любви — начальница модного дома
- 2024 — Развод по расчёту — Ольга Григорьевна

### Киножурнал «Ералаш»
- 2007 — Выпуск № 205 (сюжет «Феномен»)[4] — мама Юры
- 2010 — Выпуск № 245 (сюжет «Зайчик»)[5] — мама Маши
- 2012 — Выпуск № 268 (сюжет «Маленькая хитрость»)[6] — мама Светы
- 2015 — Выпуск № 304 (сюжет «Счастье»)[7] — мама Пети

### Телевидение
- 2007 — 2009 — «Смешарики. Домашние сказки» («Домашний»).

### Озвучивание
- 1989 — Наваждение
- 1989 — Сестрички-привычки — сестричка Неряшка
- 1991 — Синица, роща и огонь
- 1993 — Воздухоплаватели — морская свинка
- 1993 — Родня
- 1993 — Три типа и скрипач — учительница музыки
- 2013 — Возвращение Буратино — лиса Алиса

## Номинации и награды
- 2001 — почётное звание «заслуженный артист Российской Федерации» — «За заслуги в области искусства».[8]
- 2007 — финалист премии «ТЭФИ-2007» в категории исполнительницы женской роли в телевизионном фильме/сериале за роль Марины Андреевны в фильме «Ненормальная».
- 2009 — приз за лучшую роль взрослого в детском фильме в конкурсе «Наше новое детское кино» на VII московском фестивале отечественного кино «Московская премьера» за роль Юлии в фильме «Крыша»[9].
- 2013 — театральная премия «Хрустальная Турандот» в номинации лучшей женской роли за роль Марьи Александровны Москалёвой в спектакле «Дядюшкин сон» (театр имени Вл. Маяковского)[10].
- 2015 — специальный приз «За вклад в комедию» на XVI российском кинофестивале комедии «Улыбнись, Россия!»[11].
- 2015 — приз «Лучшая актриса» в конкурсе полнометражных художественных фильмов на XV международном детском фестивале искусств и спорта «Кинотаврик» за роль Марты в фильме «Полный вперёд»[12].
- 2022 — почётное звание «народный артист Российской Федерации» — «За большие заслуги в развитии театрального и кинематографического искусства».[13]
- 2022 — премия города Москвы в области литературы и искусства — за высокое исполнительское мастерство и вклад в развитие театрального искусства и кинематографа.[14]